# Arnold von Winckler

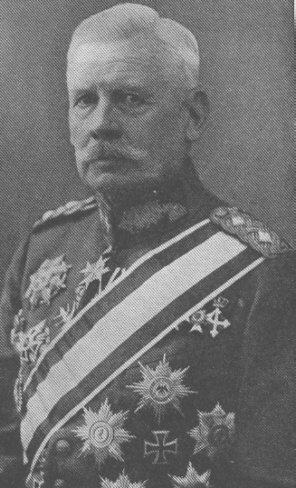
Arnold von Winckler

Arnold Feodor Alois Maria Gustav von Winckler (* 17. Februar 1856 in Neiße; † 24. Juli 1937 in Bad Freienwalde) war ein preußischer General der Infanterie im Ersten Weltkrieg.

## Leben

### Herkunft
Er war der zweite Sohn des späteren preußischen Generalleutnants Fedor von Winckler (1813–1895) und dessen Ehefrau Marie, geborene Freiin von Rheinbaben (1817–1909). Sie war die Schwester des späteren Generals der Kavallerie Albert von Rheinbaben.

### Militärkarriere
Winckler trat am 10. April 1873 als Fahnenjunker in das Jäger-Bataillon Nr. 5 der Preußischen Armee in Hirschberg ein und erhielt dort am 12. November 1874 sein Patent als Sekondeleutnant. Nach seiner Versetzung in das Jäger-Bataillon Nr. 8 wurde er von Oktober 1880 bis März 1884 zur weiteren Ausbildung an die Kriegsakademie kommandiert. Im weiteren Verlauf seiner Militärkarriere war Winckler ab 17. Mai 1902 Kommandeur des Garde-Schützen-Bataillons und wurde in dieser Eigenschaft am 18. April 1903 zum Oberstleutnant sowie am 10. April 1906 zum Oberst befördert. Er befehligte vom 14. Juni 1906 bis 17. November 1907 das Infanterie-Regiment „Großherzog von Sachsen“ (5. Thüringisches) Nr. 94 in Weimar und anschließend das Königin Elisabeth Garde-Grenadier-Regiment Nr. 3. Unter Beförderung zum Generalmajor wurde er am 22. März 1910 Kommandeur der 57. Infanterie-Brigade in Freiburg im Breisgau. Am 4. April 1911 folgte seine Ernennung zum Inspekteur der Infanterieschulen. Diesen Posten gab Winckler am 30. September des Folgejahres ab und erhielt mit seiner Beförderung zum Generalleutnant das Kommando über die 2. Garde-Division in Berlin.
Mit diesem Großverband zog er im August 1914 als Teil des Gardekorps (2. Armee) an der Westfront ins Feld und nahm unter anderem an der Marneschlacht teil. Im Frühjahr 1915 wurde er mit seiner Division an die Ostfront verlegt, wo er an der Schlacht von Gorlice-Tarnów und den anschließenden Verfolgungskämpfen teilnahm. Am 29. Juni 1915 übernahm er den Befehl über das XXXXI. Reserve-Korps, bevor er im September den Posten mit Hans von Gronau tauschte, um dessen bisheriges IV. Reserve-Korps im Feldzug gegen Serbien zu führen. Nach dem Abschluss dieses Feldzugs in Albanien, wofür ihm am 27. November der Orden Pour le Mérite verliehen wurde, folgte 1916 der Einsatz an der Salonikifront gegen die Entente. Im März 1916 übernahm Winckler den Befehl über die 11. Armee von seinem Vorgänger Max von Gallwitz. Mit dieser überwiegend aus bulgarischen Einheiten gebildeten Armee war er für den Rest des Jahres mit der Abwehr einer alliierten Offensive gegen Monastir beschäftigt. Im Juni 1917 wurde Winckler, seit 22. März 1917 General der Infanterie, durch Kuno Arndt von Steuben abgelöst, am 15. Juni erhielt er für seinen Einsatz in Mazedonien das Eichenlaub zum Pour le Mérite.
Wincklers nächstes Kommando war formell das des I. Armee-Korps, tatsächlich befehligte er den südlichen Flügel der k.u.k. 2. Armee unter Eduard von Böhm-Ermolli, mit dem er an der Abwehr der russischen Kerenski-Offensive maßgeblich beteiligt war. Durch den am 19. Juli 1917 angesetzten Gegenangriff seiner Angriffsgruppe aus dem Raum Zloczow wurde Tarnopol und fast ganz Ostgalizien zurückerobert.
Nach dem Waffenstillstand im Osten tauschte er im Februar 1918 den Posten mit Wilhelm Groener, dessen XXV. Reserve-Korps für die Teilnahme an der deutschen Frühjahrsoffensive an der Somme („Michael-Angriff“) vorgesehen war. Mit seinem Korps nahm Winckler auch am späteren „Blücher-Angriff“ Ende Mai/Anfang Juni von der Aisne zur Marne sowie bei der Abwehr der alliierten Gegenoffensive im Juli (Zweite Schlacht an der Marne) beteiligt. Nach dem Waffenstillstand nahm er Anfang 1919 seinen Abschied.

### Familie
Winckler war verheiratet mit Wanda von Walcke-Schuldt (1869–1945), Tochter des lauenburgischen Landschaftsrates Oskar Ferdinand von Walcke-Schuldt und der Marie Röper. Mit ihr hatte er zwei Kinder.